# Iwan Rantschew
Iwan Andriani Rantschew (bulgarisch Иван Андриани Ранчев; * 21. März 1990 in Sofia) ist ein ehemaliger bulgarischer Snowboarder. Er startete in den Paralleldisziplinen.

## Werdegang
Rantschew trat international erstmals bei den Snowboard-Weltmeisterschaften 2007 in Arosa in Erscheinung. Dort belegte er den 46. Platz im Parallelslalom und den 32. Rang im Parallel-Riesenslalom. Im Europacup startete er im Januar 2007 in Kühtai und errang dabei den 54. Platz im Parallelslalom. Sein Debüt im Weltcup gab er im Oktober 2007 in Landgraaf, welchen er auf dem 40. Platz im Parallelslalom beendete. Im folgenden Jahr kam er bei den Juniorenweltmeisterschaften in Chiesa in Valmalenco auf den 18. Platz im Parallel-Riesenslalom. In der Saison 2008/09 belegte er bei den Snowboard-Weltmeisterschaften 2009 in Gangwon den 26. Platz im Parallel-Riesenslalom sowie den 25. Rang im Parallelslalom und gewann bei den Snowboard-Juniorenweltmeisterschaften 2009 in Nagano die Silbermedaille im Parallel-Riesenslalom. Zudem wurde er dort Vierter im Parallelslalom und erreichte im Dezember 2008 in Limone Piemonte mit dem 29. Platz im Parallel-Riesenslalom seine beste Platzierung im Weltcup. In der Saison 2009/10 errang er in Vancouver bei seiner einzigen Olympiateilnahme den 26. Platz im Parallel-Riesenslalom und wurde bei den Snowboard-Juniorenweltmeisterschaften 2010 im Snow Park Neunter im Parallel-Riesenslalom sowie Fünfter im Parallelslalom. In der folgenden Saison kam er bei den Snowboard-Weltmeisterschaften 2011 in La Molina auf den 25. Platz im Parallelslalom sowie auf den 23. Rang im Parallel-Riesenslalom und absolvierte in Moskau seinen 24. und damit letzten Weltcup, welchen er auf dem 41. Platz im Parallelslalom beendete.
Rantschew wurde 2007, 2009 und 2010 bulgarischer Meister im Parallel-Riesenslalom, 2007, 2008, 2009, 2010 und 2012 im Parallelslalom, 2012 im Snowboardcross sowie 2013 im Slalom.

## Teilnahmen an Weltmeisterschaften und Olympischen Winterspielen

### Olympische Spiele
- 2010 Vancouver: 26. Platz Parallel-Riesenslalom

### Snowboard-Weltmeisterschaften
- 2007 Arosa: 32. Platz Parallel-Riesenslalom, 46. Platz Parallelslalom
- 2009 Gangwon: 25. Platz Parallelslalom, 26. Platz Parallel-Riesenslalom
- 2011 La Molina: 23. Platz Parallel-Riesenslalom, 25. Platz Parallelslalom

## Weltcup-Gesamtplatzierungen
| Saison  | Gesamt | Gesamt | Parallel | Parallel |
| Saison  | Punkte | Platz  | Punkte   | Platz    |
| ------- | ------ | ------ | -------- | -------- |
| 2007/08 | 91     | 231.   | 91       | 58.      |
| 2008/09 | 133    | 229.   | 133      | 52.      |
| 2009/10 | 87     | 245.   | 87       | 54.      |
| 2010/11 | -      | -      | 56       | 54.      |